# Campeonato Carioca de Futebol de 2022 - Série B1
O Campeonato Carioca da Série B1 de 2022 foi a 42ª edição da terceira divisão do campeonato estadual de futebol profissional do Rio de Janeiro. A competição foi organizada pela Federação de Futebol do Estado do Rio de Janeiro (FERJ). A competição ocorreu no período compreendido entre 11 de setembro e 24 de novembro.

## Regulamento
A competição teve 12 clubes. Diferentemente da edição anterior, o campeonato não contou com 2 grupos de 6 equipes cada, que jogaram em 2 turnos. 
Na primeira fase — também chamada de Taça Maracanã — , os clubes jogarão em turno único entre si, classificando-se para as semifinais os 4 primeiros colocados. O primeiro colocado, se necessário aplicados os critérios de desempate, será declarado o campeão da Taça Maracanã. 
As semifinais serão formadas por meio de cruzamento olímpico, ou seja, o primeiro colocado enfrenta o quarto colocado e o segundo colocado enfrenta o terceiro. As semifinais serão disputadas em jogos de ida e volta, com a equipe de cada chave que tiver a melhor campanha na primeira fase terá a vantagem do empate e do mando de campo do primeiro ou do segundo jogo das semifinais. Os vencedores de cada semifinal avançarão à final e estarão classificados para a Série A2 de 2023.
A final será disputada em jogos de ida e volta, sem vantagem de empate para nenhum dos lados. Em caso de empate em pontos e saldo de gols, haverá disputa de pênaltis. O vencedor será declarado campeão do torneio. 
Os 3 clubes piores colocados na Taça Maracanã serão rebaixados para a Série B2 de 2023.

### Promovidos e Rebaixados
| Pos. | Rebaixado da Série A2 2022  |
| ---- | --------------------------- |
| 12º  | Angra dos Reis              |
| Pos. | Promovidos da Série B2 2021 |
| 1º   | Paduano                     |
| 2º   | Araruama                    |

| Pos. | Mantidos da Série B1 2021 |
| ---- | ------------------------- |
| 2º   | Pérolas Negras            |
| 3º   | São Gonçalo EC            |
| 4º   | Serra Macaense            |
| 5º   | Campo Grande              |
| 6º   | Serrano                   |
| 7º   | Rio São Paulo             |
| 8º   | 7 de Abril                |
| 9º   | Duque de Caxias           |
| 10º  | Nova Cidade               |

### Participantes
| Equipe          | Cidade                 | Em 2021             | Estádio        | Capacidade | Títulos            |
| --------------- | ---------------------- | ------------------- | -------------- | ---------- | ------------------ |
| 7 de Abril      | Rio de Janeiro         | 8º                  | Moça Bonita    | 9 024      | 0 (não possui)     |
| Angra dos Reis  | Angra dos Reis         | 12º (Série A2 2022) | Jair Toscano   | 1 500      | 2 (último em 2017) |
| CEAC/Araruama   | Arraial do Cabo        | 2º (Série B2)       | Lourival Gomes | 1 800      | 0 (não possui)     |
| Campo Grande    | Rio de Janeiro         | 5º                  | Moça Bonita    | 9 024      | 0 (não possui)     |
| Duque de Caxias | Duque de Caxias        | 9º                  | Marrentão      | 3 334      | 0 (não possui)     |
| Nova Cidade     | Nilópolis              | 10º                 | Joaquim Flores | 500        | 1 (2018)           |
| Paduano         | Santo Antônio de Pádua | 1º (Série B2)       | Moça Bonita    | 9 024      | 2 (último em 2012) |
| Pérolas Negras  | Resende                | 2º                  | Trabalhador    | 4 600      | 1 (2020)           |
| Rio São Paulo   | Rio de Janeiro         | 7º                  | Joaquim Flores | 500        | 1 (2019)           |
| São Gonçalo EC  | São Gonçalo            | 3º                  | Alzirão        | 900        | 2 (último em 2016) |
| Serra Macaense  | Macaé                  | 4º                  | Ferreirão      | 900        | 1 (2000)           |
| Serrano         | Petrópolis             | 6º                  | Atílio Marotti | 8 500      | 1 (1992)           |

## Taça Maracanã
| 1  | CEAC/Araruama   | 27 | 11 | 8 | 3 | 0 | 19 | 2  | +17 | 3  | 5  | 2  | 3  | 2  | 3  | 1   | 1   | 1  | 1  | 1  |
| 2  | Serrano         | 23 | 11 | 7 | 2 | 2 | 19 | 8  | +11 | 1  | 1  | 1  | 1* | 3* | 1* | 2*  | 2   | 2  | 2  | 2  |
| 3  | Pérolas Negras  | 21 | 11 | 6 | 3 | 2 | 20 | 6  | +14 | 2  | 2  | 3  | 4* | 4* | 4* | 4*  | 4*  | 3  | 3  | 3  |
| 4  | Duque de Caxias | 20 | 11 | 5 | 5 | 1 | 16 | 5  | +11 | 3  | 3  | 4  | 2  | 1  | 2  | 3   | 3   | 4  | 4  | 4  |
| 5  | Paduano         | 18 | 11 | 5 | 3 | 3 | 18 | 5  | +13 | 10 | 4  | 5  | 8* | 9* | 7* | 5*  | 5   | 6  | 5  | 5  |
| 6  | São Gonçalo EC  | 18 | 11 | 5 | 3 | 3 | 16 | 8  | +8  | 11 | 9  | 11 | 11 | 10 | 8  | 6   | 6   | 5  | 6  | 6  |
| 7  | Serra Macaense  | 14 | 11 | 4 | 2 | 5 | 11 | 15 | –4  | 6  | 7  | 10 | 5  | 5  | 5  | 8   | 8   | 8  | 8  | 7  |
| 8  | 7 de Abril      | 13 | 11 | 3 | 4 | 4 | 8  | 12 | –4  | 7  | 8  | 9  | 6  | 6  | 6  | 7   | 7   | 7  | 7  | 8  |
| 9  | Nova Cidade     | 9  | 11 | 2 | 3 | 6 | 11 | 15 | –4  | 5  | 10 | 6  | 7  | 8  | 10 | 11  | 11  | 10 | 9  | 9  |
| 10 | Rio São Paulo   | 8  | 11 | 2 | 2 | 7 | 6  | 29 | –23 | 12 | 12 | 12 | 12 | 12 | 11 | 9   | 9   | 9  | 10 | 10 |
| 11 | Campo Grande    | 6  | 11 | 1 | 3 | 7 | 6  | 17 | –11 | 8  | 6  | 7  | 9* | 7* | 9* | 10* | 10* | 11 | 11 | 11 |
| 12 | Angra dos Reis  | 4  | 11 | 1 | 1 | 9 | 4  | 32 | –28 | 9  | 11 | 8  | 10 | 11 | 12 | 12  | 12  | 12 | 12 | 12 |

     Classificados para as semifinais do Campeonato
     Rebaixados para a Série B2

### Premiação
| Taça Maracanã de 2022              |
| Border                             |
| ---------------------------------- |
| CEAC/Araruama Campeão (1.º título) |

## Fase Final
Em itálico, as equipes que possuem o mando de campo no primeiro jogo do confronto e em negrito as equipes classificadas.
|  | Semifinais      | Semifinais     | Semifinais | Semifinais |   |               | Final | Final | Final | Final |
|  |                 |                |            |            |   |               |       |       |       |       |
|  | CEAC/Araruama   | 0              | 1          | 1          |   |               |       |       |       |       |
|  | Duque de Caxias | 0              | 1          | 1          |   |               |       |       |       |       |
|  | Duque de Caxias | 0              | 1          | 1          |   | CEAC/Araruama | 2     | 0     | 2     |       |
|  |                 |                |            |            |   | CEAC/Araruama | 2     | 0     | 2     |       |
|  |                 | Pérolas Negras | 1          | 0          | 1 |               |       |       |       |       |
|  | Serrano         | Pérolas Negras | 1          | 0          | 1 | 0             | 0     | 0     |       |       |
|  | Serrano         |                |            |            |   | 0             | 0     | 0     |       |       |
|  | Pérolas Negras  | 1              | 1          | 2          |   |               |       |       |       |       |

## Premiação
| Campeonato Carioca de 2022 - Série B1 |
| Border                                |
| ------------------------------------- |
| CEAC/Araruama Campeão (1.º título)    |